# 尖峰岭巨树䗛
尖峰岭巨树䗛（学名：Tirachoidea jianfenglingensis）一种分布于中华人民共和国海南岛及云南省的昆虫，隶属于䗛科（竹节虫科）巨树䗛属。模式产地为海南尖峰岭。本种被发现是被归入彪䗛属（Pharnacia），称尖峰岭彪䗛。2008年被归入巨树䗛属。
1992年，研究人员曾在云南省金平苗族瑶族傣族自治县记录发现魏氏巨树䗛（金平巨树䗛，T. westwoodii），在2000年还被收入《国家保护的有益的或者有重要经济、科学研究价值的陆生野生动物名录》。该记录在2008年被认定为是本种的错误鉴定。
本种在2023年被收录入《有重要生态、科学、社会价值的陆生野生动物名录》。

## 形态特征
尖峰岭巨树䗛是一种大型竹节虫，正模标本雌性，体长243毫米。身体呈深褐色或褐色。

## 习性
主要生活在团花（Anthocephalus chinensis）、欖仁樹（Terminalia catappa）和桉树（Eucalyptus spp.）等植物上，以其叶为食。